# DNAJB4
DNAJB4‏ (DnaJ heat shock protein family (Hsp40) member B4) هوَ بروتين يُشَفر بواسطة جين DNAJB4 في الإنسان.